# Muscodor crispans
Muscodor crispans är en svampart som beskrevs av A.M. Mitch., Strobel, W.M. Hess, Pérez-Vargas & Ezra 2008. Muscodor crispans ingår i släktet Muscodor och familjen kolkärnsvampar.   Inga underarter finns listade i Catalogue of Life.